# Кешет 12
Кешет 12 (ивр. קשת 12‎) — израильский телеканал, принадлежащий медиагруппе Кешет (Keshet Media Group). Он начал вещание 1 ноября 2017 года как один из двух заменителей прекратившего своё существование «2 канала».

## История
Израильский «2 канал» находился в ведении Второго управления телерадиовещания, но его наполнение осуществлялось двумя компаниями на ротационной основе — «Кешет Медиа Групп» и «Решет». Во время большой серии реформ израильской системы вещания, направленных на увеличение разнообразия и конкуренции, «2 канал» был закрыт, а оба концессионера получили собственные, отдельные каналы: «Кешет 12» официально начал вещание 1 ноября 2017 года вместе с «Решет 13». Программы были разделены между двумя каналами. Израильская телевизионная новостная компания продолжала предоставлять новостные программы для обоих каналов, а основной выпуск новостей в прайм-тайм транслировался обоими каналами до 16 января 2019 года, когда после слияния «Решет 13» и «10 канала» был создан «Ха-Хадашот 12».